# McCartney II
《McCartney II》는 1971년 윙스가 생긴 이후 처음으로 나온 폴 매카트니의 솔로 정규 음반이다. 윙스가 해체되기 1년 전인, 1980년에 발매되었다. 음반은 신시사이저와 스튜디오 실험에 크게 무게를 둔 매카트니의 상징적인 출발이다. 2011년 6월 13일, 《Paul McCartney Archive Collection》의 일부로서 재발매되었다. 음반은 컬트적인 인기를 가지고 있다.

## 배경
윙스의 마지막 음반이 되어버린 《Back to the Egg》의 발표 이후, 매카트니는 스코틀랜드에 있는 자신의 농장을 찾아 1979년 7월부터 개인적인 녹음을 하기 시작했다. 〈Check My Machine〉에 나오는 대사는 1957년 애니메이션 《트윗 주》에서 가져왔다. 세션이 종결될 즈음에는 20개가 넘는 곡을 녹음했다. 즉시 사용할 수 있을만한 곡이 아니었기에 그는 이들을 두고는 윙스와 함께 11월과 12월에 진행한 영국 투어를 떠났다. 동시에 새 곡인 〈Coming Up〉의 공연을 가진 매카트니는 1971년 〈Wonderful Christmastime〉(뒷면에는 〈Rudolph the Red-Nosed Reggae〉 수록)이라는 솔로 싱글을 발매했고, 영국에서 6위까지 올랐으나 미국에서는 83위에 그쳤다.
과거 일본에서 마리화나 소지로 체포되어 수년간 비자를 거부당했던 매카트니는 마침내 윙스와 함께 공연을 할 수 있도록 허락박았다. 비틀즈의 공연이었던 1966년 이후로 처음 일본에서의 공연이 성사되었으며, 또한 완전 매진을 기록하였기에 기대가 높았다. 그러나 1980년 1월 16일에 도쿄에 도착하자마자 매카트니의 수하물에서 대마초 219그램을 담은 가방이 나왔다. 그 자리에서 바로 체포된 그는 결국 투어를 취소해야 했다. 9일간의 감옥 체류 이후 매카트니는 석방되어 스코틀랜드 농장으로 돌아왔다. 장래를 심사숙고한 매카트니는 윙스를 놓고는 이전 여름에 솔로로 녹음한 것들을 출시하기로 결심했다.

## 곡 목록
전체 작사·작곡: 폴 매카트니
| #  | 제목                    | 재생 시간 |
| -- | ----------------------- | --------- |
| 1. | 〈Coming Up〉           | 3:53      |
| 2. | 〈Temporary Secretary〉 | 3:14      |
| 3. | 〈On the Way〉          | 3:38      |
| 4. | 〈Waterfalls〉          | 4:43      |
| 5. | 〈Nobody Knows〉        | 2:52      |

| #   | 제목                  | 재생 시간 |
| --- | --------------------- | --------- |
| 6.  | 〈Front Parlour〉     | 3:32      |
| 7.  | 〈Summer's Day Song〉 | 3:25      |
| 8.  | 〈Frozen Jap〉        | 3:40      |
| 9.  | 〈Bogey Music〉       | 3:27      |
| 10. | 〈Darkroom〉          | 2:20      |
| 11. | 〈One of These Days〉 | 3:35      |

보너스 트랙
| #   | 제목                  | 재생 시간 |
| --- | --------------------- | --------- |
| 12. | 〈Check My Machine〉  | 5:52      |
| 13. | 〈Secret Friend〉     | 10:30     |
| 14. | 〈Goodnight Tonight〉 | 4:21      |

## 참여 인원
- 폴 매카트니 – 보컬, 기타, 베이스, 전자 피아노, 신시자이저, 건반, 드럼
- 린다 매카트니 - 추가 보컬

## 차트

### 주간 차트
| 차트 (1980)                  | 순위 |
| ---------------------------- | ---- |
| 호주 켄트 뮤직 리포트        | 6    |
| 호주 음반 차트               | 4    |
| 캐나다 RPM 음반 차트         | 5    |
| 네덜란드 메가 음반 차트      | 20   |
| 프랑스 SNEP 음반 차트        | 2    |
| 이탈리아 음반 차트           | 11   |
| 일본 오리콘 LPs 차트[A]      | 8    |
| 뉴질랜드 음반 차트           | 5    |
| 노르웨이 VG-lista 음반 차트  | 5    |
| 스페인 음반 차트             | 7    |
| 스웨덴 음반 차트             | 5    |
| 영국 음반 차트               | 1    |
| 미국 빌보드 200              | 3    |
| 서독 미디어 컨트롤 음반 차트 | 19   |

| 차트 (2011)              | 순위 |
| ------------------------ | ---- |
| 프랑스 SNEP 음반 차트    | 158  |
| 일본 오리콘 음반 차트    | 32   |
| 스페인 음반 차트         | 85   |
| 영국 음반 차트           | 108  |
| 미국 빌보드 200          | 82   |
| 미국 탑 팝 카탈로그 앨범 | 10   |

| 차트 (1980)        | 순위 |
| ------------------ | ---- |
| 호주 음반 차트     | 32   |
| 캐나다 음반 차트   | 20   |
| 프랑스 음반 차트   | 17   |
| 이탈리아 음반 차트 | 39   |
| 일본 음반 차트     | 95   |
| 영국 음반 차트     | 36   |

| 국가                       | 인증 | 판매량/출하량 |
| -------------------------- | ---- | ------------- |
| 일본 (오리콘 차트)         | —    | 80,000[B]     |
| 영국 (BPI)                 | 골드 | 100,000^      |
| 미국 (RIAA)                | 골드 | 500,000^      |
| ^출하량을 기반으로 한 인증 |      |               |

주
- A^  1987년까지 일본 음반 차트는 LP, CD, 그리고 카세트로 분류되어 있었고, 《McCartney II》는 카세트 차트에서 13위까지 올랐다.
- B^ LP와 카세트 판매량을 묶은 것이다.